# Tau Ceti
A Tau Ceti (τ Ceti) csillag a Cetus (Cet) csillagkép egyik tagja. Tömege és színképosztálya a Naphoz hasonló. A Naprendszertől való távolsága kevesebb mint 12 fényév, ezért viszonylag közeli csillagnak számít. Akár szabad szemmel is észlelhető az őszi, téli hónapokban, a déli horizont felett. Vizuális fényessége 3,50 magnitúdó, ami közepesnek számít. Átmérője csak 10%-kal kisebb a Napénál. Felszíni hőmérséklete pár száz fokkal marad el a Nap 5500 Celsius-fokos felszíni hőmérsékletétől. Luminozitása - fénykibocsátása - a Napénak 52%-a. Más ismert csillagoktól eltérően nem rendelkezik hagyományos elnevezéssel. A csillagászok 2012-ben legalább öt bolygót észleltek a csillag körül, közülük kettő a lakhatósági zónában található, azonban a csillag körüli porkorong és aszteroidaöv miatt azokon az értelmes életre veszélyt jelentő becsapódások esélye sokkal nagyobb. Mindennek ellenére a Naphoz való rendkívüli hasonlósága és közelsége miatt a csillagászok kiemelt figyelmét élvezi, ahogy a földönkívüli lények utáni kutatás egyik célpontja is a bolygórendszer.

## Jellemzői
A Tau Ceti rendszerben jelenlegi ismereteink szerint mindössze egy csillag található. Halványan megfigyelhető ugyan egy kísérőnek tűnő objektum, de ez több mint 10 szögmásodpercre helyezkedik el tőle. A Tau Ceti a Napnál kisebb, valamivel gyengébb fényességű, és kicsivel öregebb csillag is. Ennek megfelelően ha lakható bolygó kering körülötte, annak 0,7 CsE-re kell lennie tőle (ami kb. a Nap-Vénusz távolságnak felel meg). Stabil csillagnak mondható, csekély mágneses tevékenységgel. A csillag körül rengeteg aszteroida kering egy porfelhőben, amely, ha valamelyik bolygóján ki is alakult élet, arra komoly veszélyt jelentő becsapódás-kockázatot jelent. Mindenesetre nem kizárt, hogy lehet a rendszerben egy Jupiter-típusú gázóriás, amely ezek nagyobb részét képes befogni vagy eltéríteni. Ezek az objektumok a Nap Kuiper-övéhez hasonlóan helyezkednek el, csak háromszor közelebb a csillaghoz. Ilyen jellegű jelenlétük azt bizonyítja, hogy az évezredek alatt folyamatosan újratermelődnek, galaktikus ütközések útján. Ez a bolygók keletkezésére vonatkozó tudásunkra is kihatással van, ugyanis ez azt igazolja, hogy a csillagoknak nem feltétlenül kell elveszíteniük porkorongjukat. Lehetséges, hogy a Nap egy kivételes rendszer, amelyből az aszteroidák talán a csillagfejlődés korai szakaszában tűntek el egy másik, áthaladó csillag hatására.

### Bolygók
2012. december 19-én csillagászok nemzetközi csoportja 5 bolygót fedezett fel a csillagrendszerben. A bolygók egyike a csillag lakhatósági zónájában kering, ahol folyékony víz stabilan előfordulhat a felszínen. Tömege ötször nagyobb a Földnél, így ez eddig a lakhatósági zónában keringő legkisebb bolygó egy napszerű csillag körül. A rendszer másik négy bolygója 2-6-szor nagyobb a Földnél, keringési idejük a csillaguk körül 14-642 nap között van.
A Tau Ceti rendszer bolygói
| bolygó | tömeg {Földtömeg} | távolsága a csillagtól (fél nagytengely) {CSE} | keringési idő {nap} | excentricitás | sugár |
| ------ | ----------------- | ---------------------------------------------- | ------------------- | ------------- | ----- |
| 'b'    | 2,00 ±0,79        | 0,105 ±0,006                                   | 13,965 ±0,02        | 0,16 ±0,22    | —     |
| c      | 3,11 ±1,40        | 0,195 ±0,01                                    | 35,362 ±0,1         | 0,03 ±0,03    | —     |
| d      | 3,50 ±1,59        | 0,374 ±0,02                                    | 94,11 ±0,7          | 0,08 ±0,26    | —     |
| e      | 4,29 ±2,00        | 0,552 ±0,02                                    | 168,12 ±2,0         | 0,05 ±0,2     | —     |
| f      | 6,67 ±3,50        | 1,35 ±0,1                                      | 642 ±30             | 0,03 ±0,3     | —     |

## Irodalmi említés
A tau Ceti rendszerben esetleg lehetséges intelligens élet több magyar írót is megihletett. Zsoldos Péter tudományos-fantasztikus regénytrilógiája (A Viking visszatér, Távoli tűz, Az utolsó kísértés) a tau Ceti második bolygóján játszódik. Csernai Zoltán Csillagember címen ismert regénysorozatának (Titok a világ tetején, Az özönvíz balladája, Atleontisz, A tollaskígyó utolsó visszatérése) földönkívüli utazóinak származási helye a tau Ceti negyedik bolygója. Isaac Asimov regényeiben többször előforduló Auróra bolygó is a tau Ceti rendszerében található. (A Hajnal bolygó robotjai c. könyvben nevezi meg R. Danel Olivaw). Andy Weir: A Hail Mary-küldetés című regénye is a Tau Ceti rendszerében játszódik.